# Virginia (Minnesota)
Virginia es una ciudad ubicada en el condado de St. Louis en el estado estadounidense de Minnesota. En el Censo de 2010 tenía una población de 8.712 habitantes y una densidad poblacional de 175,4 personas por km².

## Geografía
Virginia se encuentra ubicada en las coordenadas 47°30′50″N 92°31′9″O / 47.51389, -92.51917. Según la Oficina del Censo de los Estados Unidos, Virginia tiene una superficie total de 49.67 km², de la cual 48.82 km² corresponden a tierra firme y (1.71%) 0.85 km² es agua.

## Demografía
Según el censo de 2010, había 8712 personas residiendo en Virginia. La densidad de población era de 175,4 hab./km². De los 8712 habitantes, Virginia estaba compuesto por el 91.68% blancos, el 1.56% eran afroamericanos, el 3.03% eran amerindios, el 0.53% eran asiáticos, el 0.02% eran isleños del Pacífico, el 0.29% eran de otras razas y el 2.89% pertenecían a dos o más razas. Del total de la población el 1.47% eran hispanos o latinos de cualquier raza.